# Acústico de Primeira 2
Acústico de Primeira 2 é o terceiro álbum ao vivo da dupla sertaneja brasileira Fred & Fabrício, lançado em 7 de abril de 2023 pela Som Livre. É um projeto que dá continuidade ao Acústico de Primeira, que deu início e sucesso absoluto a dupla no ano anterior.

## Antecedentes e gravação
Acústico de Primeira foi o álbum de estreia de Fred & Fabrício, de 2021, que consiste em regravações de sucessos da música sertaneja, e chamou atenção do público por algo inédito no cenário: o revezamento de Fred Liel e Fabrício Fiori entre primeira e segunda voz, o que fez a dupla ser conhecida como "dupla de quatro vozes". Com a repercussão, a dupla assinou com a Som Livre, gravadora em que pertencem, e gravaram o projeto Ao Quadrado, com a participação especial da dupla Hugo & Guilherme.

### Gravação
O álbum foi gravado em 30 de agosto de 2022, em Goiânia, e mantém a mesma essência do álbum anterior. O álbum apenas contém com mais músicas inéditas, mas continua com regravações de músicas que não foram incluídas no álbum anterior. As participações especiais foram das duplas Hugo & Guilherme, em Guarda Roupa, Jorge & Mateus em Flor de Plástico, Clayton & Romário em Pega das Antigas e William Couto & Adriano em Submisso, além do cantor Jefferson Moraes, no pot-pourri de Pele, Alma e Coração e Eu Aposto, músicas essas que foram gravadas por Eduardo Costa.
“O ‘Acústico de Primeira 2’, na minha cabeça, é basicamente uma continuação do primeiro, mas mais elaborado, com uma produção e uma qualidade musical superior. Pensamos nele como um projeto nosso que mantém a essência do que deu certo, mas agora também com músicas inéditas, que estão se destacando. Ou seja, melhoramos o ‘Acústico’, sem perder a essência Fred & Fabrício, que é cantar músicas que amamos, regravações e principalmente faixas Lado B.”, comenta Fabrício.

### Curiosidade
- A canção Guarda Roupa seria gravada no álbum anterior, intitulado Ao Quadrado, com a participação especial da cantora Marília Mendonça. Com o falecimento da cantora, a música até foi executada no dia da gravação, mas não entrou no álbum.

## Divulgação e lançamento
- No dia 28 de outubro de 2022, foi lançado o EP, com apenas 4 faixas gravadas nesse projeto.
- Em janeiro de 2023, foi lançado o "Vol. 1", com a faixa Guarda Roupa, com participação especial de Hugo & Guilherme, que ganhou certificação de disco de ouro pela PMB.
- Um dia antes do lançamento do álbum, foram lançados 4 singles, dentre eles, Flor de Plástico, com participação especial de Jorge & Mateus, que ganhou certificação de disco de platina pela PMB.
- O álbum recebeu certificação de disco de ouro pela PMB.
- Em 2024, o single "Contra a Maré" recebeu certificação de disco de ouro pela PMB.[1]

## Lista de faixas
As canções inéditas estão marcadas em negrito.
| N.º            | Título                                                                                  | Compositor(es) | Artista original                                  | Duração |  |
| 1.             | "Flor de Plástico" (part. Jorge & Mateus)                                               | Débora Xavier / Euler Coelho / Fred Liel                                                                                                 |                                                   | 2:59    |  |
| 2.             | "O Amor Não Deixa" (Love Won't Let Me)                                                  | Jason Deere / Franne Golde / Kasey Livingston (versão: César Lemos)                                                                      | Wanessa Camargo                                   | 2:54    |  |
| 3.             | "Guarda Roupa" (part. Hugo & Guilherme)                                                 | Liel / Matheus Neves / Renato Sousa |                                                   | 3:00    |  |
| 4.             | "Mordida de Amor" (Love Bites)                                                          | Joe Elliott / Phil Collen / Steve Clark / Rick Savage / Robert Lange (versão: Robertinho do Recife                                       | Yahoo                                             | 3:18    |  |
| 5.             | "Pega das Antigas" (part. Clayton & Romário)                                            | Day Camargo / Lara Menezes / Kel Bertin / Léo Souzza / Tiago Marcelo                                                                     |                                                   | 2:34    |  |
| 6.             | "Pot-Pourri: Pele, Alma e Coração / Eu Aposto" (part. Jefferson Moraes)                 | Danimar / Carlos Randall César Augusto / Cláudio Noam / Eduardo Costa                                                                    | Eduardo Costa                                     | 4:42    |  |
| 7.             | "Contra a Maré"                                                                         | Philipe Pancadinha / Sousa / Thales Lessa                                                                                                |                                                   | 3:38    |  |
| 8.             | "Pot-Pourri: Sem Você Aqui / Pássaro Livre / Pra Ter O Seu Amor" (part. Jorge & Mateus) | Elcio Di Carvalho / Liel / Gustavo / Marco Aurelio Liel / Gustavo / Thiago Machado / Aurelio Jorge / Dudu Borges / Liel / Wendell Vieira | Fred & Gustavo (as duas primeiras) Jorge & Mateus | 4:55    |  |
| 9.             | "Pot-Pourri: Vira e Mexe / Faz Mais, Faz"                                               | Julio Martins Fernando Mendes | Musical Calmon Bruno & Marrone                    | 3:18    |  |
| 10.            | "Pagando os Pecados"                                                                    | Pancadinha / Sousa |                                                   | 2:55    |  |
| 11.            | "Submisso" (part. William Couto & Adriano)                                              | Di Carvalho / Liel / Mateus Candotti |                                                   | 2:53    |  |
| 12.            | "Pot-Pourri: Amor no Carro / Meu Ponto Fraco"                                           | Augusto / Mário Campanha / Mauro Gham Pedro Barezzi / Tivas                                                                              | Cleiton & Camargo                                 | 3:48    |  |
| 13.            | "Pot-Pourri: Trem Bão / Pra Lá de Bagdá"                                                | Vicente Dias / Carrerito Cláudio Carvalho / Castorino                                                                                    | Rionegro & Solimões Gian & Giovani                | 3:38    |  |
| 14.            | "Pot-Pourri: Amor e Ilusão / Pra Falar a Verdade"                                       | Edson / Fabiano / Pedro Paulo Arnaldo Saccomani / Caca Moraes / Nilo Pinta                                                               | Edson & Hudson Hugo & Tiago                       | 4:06    |  |
| 15.            | "Spoiler"                                                                               | Pancadinha / Sousa / Lessa |                                                   | 2:26    |  |
| 16.            | "Deixa Eu Abrir Uma Latinha"                                                            | Pancadinha / Sousa / Lessa |                                                   | 2:38    |  |
| 17.            | "Pot-Pourri: Crença Ou Religião / Caso Indefinido"                                      | Xavier / Coelho / Liel Maraisa / Lessa / Diego Damasceno / Paulo Motta / Moacir                                                          | Fred Liel Cristiano Araújo                        | 4:35    |  |
| 18.            | "Pot-Pourri: Insensatez / Aprender a Amar"                                              | Kaique / Márcio Hussar Nando / Ricardo Feghali                                                                                           | Pedro & Thiago Sandy & Junior                     | 4:03    |  |
| 19.            | "Pot-Pourri: Vai Por Mim / Vendaval de Ilusões" (part. Emílio & Eduardo)                | Emílio Toninho Mesquita / Emílio | Emílio & Eduardo                                  | 4:57    |  |
| 20.            | "Pot-Pourri: O Último dos Apaixonados / Hoje Eu Topo Tudo o Que Vier"                   | Joel Marques / Maracaí Gilberto / Gilmar / Waldemar de Freitas Assunção                                                                  | Zezé Di Camargo & Luciano                         | 3:22    |  |
| Duração total: | Duração total:                                                                          | Duração total: | Duração total:                                    | 1:10:39 |  |

## Ficha técnica
Produção Musical: Marcus Paulo
Produção Geral: André Figueiredo
Direção de Vídeo: André Caverna (Caverna Filmes)
Gestão de Tráfego: Alex Giron

## Recepção

### Desempenho nas tabelas
| Tabela musical                            | Melhor posição |
| ----------------------------------------- | -------------- |
| Spotify Charts (Weekly Top Albums Brazil) | 38             |

### Certificações
| País (Provedor) | Certificação | Vendas certificadas |
| --------------- | ------------ | ------------------- |
| Brasil (PMB)    | Ouro         | +40 000             |